# Macromitrium viridissimum
Macromitrium viridissimum är en bladmossart som beskrevs av Mitten 1882. Macromitrium viridissimum ingår i släktet Macromitrium och familjen Orthotrichaceae. Inga underarter finns listade i Catalogue of Life.